# جبل رم
جبل رم (به عربی: جبل رم) یک کوه در اردن است که در Wadi Rum, Jordan واقع شده‌است.